# Юренев, Павел Николаевич
Павел Николаевич Юренев (24 мая (6 июня) 1908, Москва, Российская империя — 22 октября 1974, Москва, СССР) — советский учёный и педагог, врач-терапевт, доктор медицинских наук (1962), профессор (1963), действительный член АМН СССР (1974; член-корреспондент АМН СССР с 1970). Заслуженный деятель науки РСФСР (1969). Лауреат Премии АМН СССР имени Г. Ф. Ланга (1973).

## Биография
Родился 24 мая (по старому стилю) 1908 года в Москвe. 
С 1926 по 1931 год обучался во Втором Московском медицинском институте. С 1931 по 1948 год на клинической работе в железнодорожной больнице Московско-Курской железной дороге и в Московской больнице в должности — заведующий терапевтическим отделением. 
С 1948 по 1974 год на научной и педагогической работе в лечебном и педиатрическом факультетах Второго Московского медицинского института в должностях: ассистент госпитальной терапевтической клиники, с 1953 по 1961 год — ассистент и доцент кафедры пропедевтики внутренних болезней, с 1961 по 1963 год — заведующий госпитальной терапевтической клиникой, с 1963 по 1974 год — заведующий кафедрой внутренних болезней.

### Научно-педагогическая деятельность
Основная научно-педагогическая деятельность П. Н. Юренева была связана с вопросами в области аллергических заболеваний, патологии дыхательной и сердечно-сосудистой систем. Под руководством П. Н. Юренева были разработаны и получили практическое применение методы реабилитации бронхиальной астмы и интенсивной терапии, а так же методики профилактики и лечения аутоаллергических проявлений ишемической болезни сердца. П. Н. Юренев являлся членом Президиума Всесоюзного кардиологического научного общества.
В 1962 году он защитил диссертацию на учёную степень доктор медицинских наук по теме: «Ревматический кардит и митральная комиссуротомия», в 1963 году ему было присвоено учёное звание — профессор. В 1970 году был избран член-корреспондентом, а в 1974 году — действительным членом  АМН СССР. Под руководством П. Н. Юренева было написано около двухсот научных трудов, в том числе пяти монографий, он являлся заместителем ответственного редактора отдела «Кардиология» третьего издания Большой медицинской энциклопедии. В 1973 году за работы, посвящённые патогенезу и клинике аллергических заболеваний он был удостоен Премии АМН СССР имени Г. Ф. Ланга .
Скончался 22 октября 1974 года в Москве.